# Alexandra Popp
Alexandra Popp (født 6. april 1991) er en tysk fodboldspiller, der spiller som angriber for VfL Wolfsburg og Tysklands kvindefodboldlandshold. Hun er to gange valgt som "Fußballer des Jahres" (årets tyske fodboldspiller), i henholdsvis 2014 og 2016, og siden februar 2019 har hun været anfører på det tyske landshold.

## Karriere
Popp begyndte tidligt at spille fodbold i en lokal klub, hvor hun spillede på hold med både drenge og piger. Da hun blev fjorten år, blev holdene kønsopdelt, og hun kom senere på fodboldakademi i Gelsenkirchen, hvor hun var ene kvinde blandt en række talentfulde mandlige spillere. Samtidig spillede hun på hold i 1. FFC Recklinghausen.

### Klubber
FCR 2001 Duisburg
Der var interesse for hende fra flere klubber, og hun endte med i 2008 at skrive kontrakt med klubben FCR 2001 Duisburg i den tyske bundesliga. Her debuterede hun i september samme år, og tre uger senere scorede hun sine første to mål i ligaen. I sin første sæson i klubben var hun med til at vinde to titler: UEFA Women's Cup (forløberen for Champions League) samt den tyske pokalturnering. Hun modtog Fritz Walter-pokalen i sin første sæson som bedste unge spiller. Den følgende sæson gav Duisburg og Popp en ny pokalsejr, mens de blev nummer to i bundesligaen.
VfL Wolfsburg
I 2012 skiftede Popp til VfL Wolfsburg, hvor hun i sin første sæson var med til at vinde en "treble": Mesterskabet, pokalturneringen og Champions League. Den følgende sæson genvandt Wolfsburg Champions League og pokalturneringen, og i den afgørende kamp om mesterskabet mødte Wolfsburg hidtil ubesejrede 1. FFC Frankfurt, der med uafgjort kunne sikre sig mesterskabet, men Popp sikrede Wolfsburg sejren og mesterskabet med sit mål i 89. minut af kampen. I sin tid hos Wolfsburg har hun frem til 2021 været med til at vinde i alt fem mesterskaber og seks pokaltitler.<

### Landshold
Popp spillede på en række af de tyske ungdomslandshold, og hun var i 2008 med til at sikre EM-guld for U/17-spillere; i finalen scorede hun tyskernes andet mål, og hun blev valgt til turneringens bedste spiller. Senere samme år var hun med til at vinde VM-bronze for U/17.
Hun debuterede på det tyske A-landshold i 2010 i en venskabskamp mod Nordkorea. Den følgende uge var hun med for Tyskland til Algarve Cup, og her scorede hun sit første mål på A-niveau i en 7-0-sejr over Finland.
Hun var dog stadig med på ungdomsholdene, og senere i 2010 var hun med til at VM for U/20. I denne turnering blev hun topscorer (hun scorede blandt andet i alle holdets kampe) lige som hun også her blev valgt som turneringens bedste spiller.
I 2011 var hun med i truppen ved VM-slutrunden i Tyskland, og her spillede hun alle kampe for Tyskland, der efter sejre i alle tre puljekampe skuffende tabte i kvartfinalen til Japan (der senere blev verdensmestre). Senere samme år var hun med i en EM-kvalifikationskamp mod Kasakhstan, som tyskerne vandt med 17-0, og her scorede Popp (samt Célia Šašić) fire mål.
I 2015 var hun igen med ved VM-slutrunden, hvor Tyskland blev nummer fire; her spillede Popp fire af holdets syv kampe fra start og scorede ét mål. 
Hun var også med i truppen til OL 2016 i Rio de Janeiro. Her gik Tyskland med nød og næppe videre fra indledende runde efter nederlag til Canada og uafgjort mod New Zealand, hvorpå holdet vandt kvartfinalen over Kina med 1-0. I semifinalen fik de revanche mod Canada med en 2-0-sejr, hvorpå de blev olympiske mestre med en 2-1-sejr over Sverige i finalen. Popp scorede et af målene i holdets første kamp, der gav sejr på 6-1 over Zimbabwe.
Popp var også med for tyskerne ved EM-slutrunden 2017, hvor holdet tabte i semifinalen til Danmark. I 2019 blev hun udnævnt til ny anfører for tyskerne, og hun var med ved VM-slutrunden samme år. Her scorede hun to mål, blandt andet det første i 3-0-sejren over Nigeria i hendes landskamp nummer 100.

#### Landskampsmål
Tysklands scoring og resultater vises først:
| Popp – mål for Tyskland (ikke komplet) | Popp – mål for Tyskland (ikke komplet) | Popp – mål for Tyskland (ikke komplet) | Popp – mål for Tyskland (ikke komplet) | Popp – mål for Tyskland (ikke komplet) | Popp – mål for Tyskland (ikke komplet) | Popp – mål for Tyskland (ikke komplet) |
| #                                      | Dato                                   | Sted                                   | Modstander                             | Scoring                                | Resultat                               | Turnering                              |
| -------------------------------------- | -------------------------------------- | -------------------------------------- | -------------------------------------- | -------------------------------------- | -------------------------------------- | -------------------------------------- |
| 1.                                     | 26. februar 2010                       | Parchal, Portugal                      | Finland                                | 2–0                                    | 7–0                                    | Algarve Cup 2010                       |
| 2.                                     | 26. februar 2010                       | Parchal, Portugal                      | Finland                                | 4–0                                    | 7–0                                    | Algarve Cup 2010                       |
| 3.                                     | 15. september 2010                     | Dresden, Tyskland                      | Canada                                 | 3–0                                    | 5–0                                    | Venskabskamp                           |
| 4.                                     | 25. november 2010                      | Leverkusen, Tyskland                   | Nigeria                                | 6–0                                    | 8–0                                    | Venskabskamp                           |
| 5.                                     | 3. juni 2011                           | Osnabrück, Tyskland                    | Italien                                | 2–0                                    | 5–0                                    | Venskabskamp                           |
| 6.                                     | 3. juni 2011                           | Osnabrück, Tyskland                    | Italien                                | 5–0                                    | 5–0                                    | Venskabskamp                           |
| 7.                                     | 7. juni 2011                           | Aachen, Tyskland                       | Holland                                | 3–0                                    | 5–0                                    | Venskabskamp                           |
| 8.                                     | 16. juni 2011                          | Mainz, Tyskland                        | Norge                                  | 2–0                                    | 3–0                                    | Venskabskamp                           |
| 9.                                     | 16. juni 2011                          | Mainz, Tyskland                        | Norge                                  | 3–0                                    | 3–0                                    | Venskabskamp                           |
| 10.                                    | 26. oktober 2011                       | Hamburg, Tyskland                      | Sverige                                | 1–0                                    | 1–0                                    | Venskabskamp                           |
| 11.                                    | 19. november 2011                      | Wiesbaden, Tyskland                    | Kasakhstan                             | 2–0                                    | 17–0                                   | Kvalifikation til EM i fodbold 2013    |
| 12.                                    | 19. november 2011                      | Wiesbaden, Tyskland                    | Kasakhstan                             | 4–0                                    | 17–0                                   | Kvalifikation til EM i fodbold 2013    |
| 13.                                    | 19. november 2011                      | Wiesbaden, Tyskland                    | Kasakhstan                             | 8–0                                    | 17–0                                   | Kvalifikation til EM i fodbold 2013    |
| 14.                                    | 19. november 2011                      | Wiesbaden, Tyskland                    | Kasakhstan                             | 12–0                                   | 17–0                                   | Kvalifikation til EM i fodbold 2013    |
| 15.                                    | 5. marts 2012                          | Parchal, Portugal                      | Sverige                                | 4–0                                    | 4–0                                    | Algarve Cup 2012                       |
| 16.                                    | 31. marts 2012                         | Mannheim, Tyskland                     | Spanien                                | 3–0                                    | 5–0                                    | Kvalifikation til EM i fodbold 2013    |
| 17.                                    | 31. maj 2012                           | Bielefeld, Tyskland                    | Rumænien                               | 2–0                                    | 5–0                                    | Kvalifikation til EM i fodbold 2013    |
| 18.                                    | 31. maj 2012                           | Bielefeld, Tyskland                    | Rumænien                               | 4–0                                    | 5–0                                    | Kvalifikation til EM i fodbold 2013    |
| 19.                                    | 31. maj 2012                           | Bielefeld, Tyskland                    | Rumænien                               | 5–0                                    | 5–0                                    | Kvalifikation til EM i fodbold 2013    |
| 20.                                    | 26. oktober 2013                       | Koper, Slovenien                       | Slovenien                              | 13–0                                   | 13–0                                   | Kvalifikation til VM i fodbold 2015    |
| 21.                                    | 23. november 2013                      | Žilina, Slovakiet                      | Slovakiet                              | 5–0                                    | 6–0                                    | Kvalifikation til VM i fodbold 2015    |
| 22.                                    | 27. november 2013                      | Osijek, Kroatiet                       | Kroatien                               | 6–0                                    | 8–0                                    | Kvalifikation til VM i fodbold 2015    |
| 23.                                    | 5. marts 2014                          | Albufeira, Portugal                    | Island                                 | 5–0                                    | 5–0                                    | Algarve Cup 2014                       |
| 24.                                    | 29. oktober 2014                       | Örebro, Sverige                        | Sverige                                | 2–1                                    | 2–1                                    | 2014                                   |
| 25.                                    | 6. marts 2015                          | Vila Real de Santo António, Portugal   | Kina                                   | 2–0                                    | 2–0                                    | Algarve Cup 2015                       |
| 26.                                    | 9. marts 2015                          | Parchal, Portugal                      | Brasilien                              | 1–0                                    | 3–1                                    | Algarve Cup 2015                       |
| 27.                                    | 11. marts 2015                         | Parchal, Portugal                      | Sverige                                | 2–0                                    | 2–1                                    | Algarve Cup 2015                       |
| 28.                                    | 7. juni 2015                           | Ottawa, Canada                         | Elfenbenskysten                        | 10–0                                   | 10–0                                   | VM i fodbold for kvinder 2015          |
| 29.                                    | 18. september 2015                     | Halle, Tyskland                        | Ungarn                                 | 1–0                                    | 12–0                                   | Kvalifikation til EM i fodbold 2017    |
| 30.                                    | 18. september 2015                     | Halle, Tyskland                        | Ungarn                                 | 9–0                                    | 12–0                                   | Kvalifikation til EM i fodbold 2017    |
| 31.                                    | 22. september 2015                     | Zagreb, Kroatien                       | Kroatien                               | 1–0                                    | 1–0                                    | Kvalifikation til EM i fodbold 2017    |
| 32.                                    | 8. april 2016                          | Istanbul, Tyrkiet                      | Tyrkiet                                | 4–0                                    | 6–0                                    | Kvalifikation til EM i fodbold 2017    |
| 33.                                    | 8. april 2016                          | Istanbul, Tyrkiet                      | Tyrkiet                                | 5–0                                    | 6–0                                    | Kvalifikation til EM i fodbold 2017    |
| 34.                                    | 22. juli 2016                          | Paderborn, Tyskland                    | Ghana                                  | 3–0                                    | 11–0                                   | Venskabskamp                           |
| 35.                                    | 3. august 2016                         | São Paulo, Brasilien                   | Zimbabwe                               | 2–0                                    | 6–1                                    | Sommer-OL 2016                         |
| 36.                                    | 20. oktober 2017                       | Wiesbaden, Tyskland                    | Island                                 | 1–1                                    | 2–3                                    | VM-kval 2019                           |
| 37.                                    | 24. oktober 2017                       | Großaspach, Tyskland                   | Færøerne                               | 1–0                                    | 11–0                                   | VM-kval 2019                           |
| 38.                                    | 24. oktober 2017                       | Großaspach, Tyskland                   | Færøerne                               | 6–0                                    | 11–0                                   | VM-kval 2019                           |
| 39.                                    | 24 November 2017                       | Bielefeld, Tyskland                    | Frankrig                               | 1–0                                    | 4–0                                    | Venskabskamp                           |
| 40.                                    | 24 November 2017                       | Bielefeld, Tyskland                    | Frankrig                               | 3–0                                    | 4–0                                    | Venskabskamp                           |

Kilde:

## Hæder

### Klub
FCR 2001 Duisburg
- UEFA Women's Champions League: Vinder 2008–09
- Bundesliga: Toer 2009–10
- DFB-Pokal: Vinder 2008–09, 2009–10

VfL Wolfsburg
- UEFA Women's Champions League: Vinder 2012–13, 2013–14
- Bundesliga: Vinder 2012–13, 2013–14, 2016-17
- DFB-Pokal: Vinder2012–13, 2014–15, 2015–16

### International
- FIFA U-20 Women's World Cup: Vinder 2010
- FIFA U-17 Women's World Cup: Tredjeplads 2008
- UEFA U-17 Women's Championship: Vinder 2008
- Algarve Cup: Vinder 2012, 2014
- Olympiske lege: Guld, 2016

### Individuel
- UEFA Women's Under-17 Championship: Golden Player 2008[7]
- Fritz Walter-medaljen: Sølv 2009[4]
- Golden Ball – FIFA U-20 Women's World Cup[8]
- Golden Shoe – FIFA U-20 Women's World Cup[9]
- Fußballer des Jahres: 2014,[10] 2016[11]